# Liberty (Illinois)
Pour les articles homonymes, voir Liberty.
Liberty est un village du comté d'Adams dans l'Illinois, aux États-Unis,.
Il est fondé au printemps 1822 et incorporé le 11 juillet 1960.

## Démographie
Lors du recensement de 2010, la ville comptait une population de 516 habitants. Elle est estimée, en 2016, à 510 habitants.

## Source de la traduction
- (en) Cet article est partiellement ou en totalité issu de l’article de Wikipédia en anglais intitulé « Liberty, Illinois » (voir la liste des auteurs).